# Diastylis rathkei
Diastylis rathkei is een zeekomma uit de familie Diastylidae.

## Kenmerken
D. rathkei is een relatief grote zeekomma met typische kommavorm, die tot 22 mm lang wordt, maar meestal kleiner blijft. De carapax bezit een voorwaarts gericht, kegelvormig pseudorostrum. De dorsaal gelegen ogen zijn klein maar bezitten lensjes. Het vrouwtje heeft een vrij gladde carapax dat dorso-frontaal voorzien is van een dubbele rij tandjes. De postero-laterale hoeken van het vijfde pereoniet zijn sterk geprononceerd. Het mannetje draagt—zoals de meeste soorten van de familie Diastylidae—twee paar kleine pleopoden (zwempootjes). De basis van de eerste pereopode is iets langer dan de overige segmenten samen. De carpus en de propodus zijn ongeveer even lang en iets langer dan de dactylus. Het telson is lang en bezit een vernauwd postanaal deel waarop 10 tot 15 paar laterale en één paar terminale stekels staan.

## Ecologie
Diastylis rathkei heeft een duidelijke voorkeur voor fijnkorrelige sedimenten  met een mediane korrelgrootte van 50-100 micrometer. De soort bereikt een maximale relatieve aanwezigheid in sedimenten met een slibgehalte van meer dan 20%. Ze komen voor vanaf 10 m tot op een diepte van 250 m. De meerderheid van de zeekommasoorten in de gematigde ondiepe wateren leven waarschijnlijk slechts een jaar of minder en planten zich tweemaal per jaar voort. Ze voeden zich met micro-organismen en organisch materiaal uit bodemafzettingen.

Men treft D. rathkei aan langs Noord-west Europese kusten, van de Zuidelijke Noordzee en de Ierse Zee tot de Noorse wateren.